# Olga Frycz
Olga Frycz (ur. 23 października 1986 w Krakowie) – polska aktorka i influencerka.
Trzykrotnie nominowana do Orłów za drugoplanowe role kobiece w filmach Weiser i Boże skrawki oraz za pierwszoplanową w filmie Wszystko, co kocham.

## Życiorys
Jest córką aktora Jana Frycza. Ma siostrę, Gabrielę, która też jest aktorką.
Za rolę Elki Beredy w filmie Weiser i Marysi w Bożych skrawkach była nominowana do Polskich Nagród Filmowych za najlepszą drugoplanową rolę kobiecą. W marcu 2010 była nominowana do nagrody w plebiscycie „Viva! Najpiękniejsi” w kategorii najpiękniejsza Polka.
W 2016 była jurorką w programie TVP2 Przygarnij mnie, a w 2017 uczestniczyła w reality show TVN Agent – Gwiazdy.

## Życie prywatne
W latach 2011–2015 pozostawała w nieformalnym związku z reżyserem Jackiem Borcuchem, którego poznała na planie filmu Wszystko, co kocham. Ich relacja wywołała skandal obyczajowy, ponieważ reżyser wówczas był mężem aktorki Ilony Ostrowskiej. W latach 2018–2019 Frycz była zaręczona z trenerem tajskiego boksu Grzegorzem Sobieszkiem, z którym ma córkę Helenę (ur. 2018). Z nieformalnego związku z podróżnikiem Łukaszem Nowakiem ma córkę, Zofię (ur. 2021). 2 stycznia 2025 zaręczyła się z tancerzem Albertem Kosińskim.
Publicznie poparła kandydaturę Bronisława Komorowskiego przed wyborami prezydenckimi w 2015.

## Filmografia
- 1994: Szczególnie małe sny (spektakl telewizyjny) – dziewczyna II
- 1994: Chmura na sznurku (spektakl telewizyjny) – Kasia
- 1995: Bajkowy las (spektakl telewizyjny) – Czerwony Kapturek
- 1996: Gry uliczne – córka Pasieki
- 1996: Gdzie jesteś, święty Mikołaju? – koleżanka Ani
- 2000: Weiser – Elka Bereda w latach 50. / Rachela, córka Elki
- 2001: Noc czerwcowa (spektakl telewizyjny) – Mery
- 2001: Boże skrawki – Marysia
- 2002: Dyplom – córka
- 2005: Zielony – kelnerka
- 2005: Pensjonat pod Różą – Dagmara Wasiak (odc. 58-59)
- 2006: Rzeźnia numer 1 – Karolina Kisała
- 2006: Królowie Śródmieścia – Luiza Kramer (odc. 1-13)
- 2007: M jak miłość – Patrycja, koleżanka Joasi (odc. 547, 549, 555)
- 2007: Faceci do wzięcia – Arabella (odc. 56)
- 2007: Jak to jest być moją matką – córka Julia
- 2008: Niezawodny system – Hania, pokojówka Marii
- 2008: Londyńczycy – Agata (odc. 2)
- 2009: Wszystko, co kocham – Basia Martyniak
- 2009: Na dobre i na złe – Agnieszka (odc. 372)
- 2009: Miłość na wybiegu – Weronika, siostra Kacpra
- 2009: Generał – harcerka (odc. 1)
- 2009: Dom nad rozlewiskiem – Marysia Jantar (odc. 1-11, 13)
- 2010: Cisza – Ania Domagała
- 2010: Ojciec Mateusz – Agata Madera (odc. 37)
- 2010: Nowa – Olga (odc. 10)
- 2010: Noc życia – koleżanka
- 2010: Miłość nad rozlewiskiem – Marysia Jantar (odc. 1-13)
- 2010: Maraton tańca – Monika Grzelak
- 2011: Życie nad rozlewiskiem – Marysia Jantar-Milewicz (odc. 1-13)
- 2011: Wiadomości z drugiej ręki – Zuzanna, sekretarka Skowrońskiej (odc. 42-42, 45-46, 48)
- 2011: 80 milionów – Maria, dziewczyna Józefa
- 2012: Plane to the next bus stop – matka z dziewczkiem
- 2012: Nad rozlewiskiem – Marysia Jantar-Milewicz (odc. 1-13)
- 2012: Anna German – Janeczka Wilk
- 2013: Płynące wieżowce – Monika, przyjaciółka Sylwii
- 2013-2018: M jak miłość – Ala Zduńska
- 2013: Cisza nad rozlewiskiem – Marysia Jantar-Milewicz (odc. 1-9, 13)
- 2015: Uwikłani – Łucja Wagner
- 2016: Ojciec Mateusz – Alina Halna (odc. 188)
- 2017: Twój Vincent – Adeline Ravoux (głos, polski dubbing)
- 2018: Pensjonat nad rozlewiskiem – Marysia Jantar-Milewicz
- 2020: Archiwista – Kaja, narzeczona Zbyszka (odc. 13)